# Karl Albrecht Gustav Hermann von Gerhardt
Karl Albrecht Gustav Hermann von Gerhardt (* 9. Mai 1831 in Insterburg; † 14. April 1909 in Berlin) war königlich preußischer Generalmajor und zuletzt Kommandeur der 57. Infanteriebrigade.

## Herkunft
Seine Eltern waren Karl Johann Christian von Gerhardt (* 11. November 1790; † 1. Mai 1863) und dessen Ehefrau Charlotte Karoline Wilhelmine Neumann (* 2. August 1806; † 22. Mai 1868). Sein Vater war Oberst a. D. und zuletzt Kommandeur des 1. Leib-Husaren-Regiments.

## Leben
Er ging am 22. September 1842 als Kadett nach Kulm und am 3. Mai 1846 als Kadett nach Berlin. Nach seinem Abschluss kam er mit dem Charakter als Portepeefähnrich in das 38. Infanterieregiment. Am 15. Dezember 1848 erhielt er sein Patent als Portepeefähnrich und am 10. Januar 1850 das als Seconde-Lieutenant. Am 14. Januar 1857 wurde er dann Adjutant des II. Bataillons des Regiments. Am 31. Mai 1859 stieg er zum Premier-Lieutenant auf und wurde am 1. Juli 1859 zum Regimentsadjutanten ernannt. Am 13. April 1861 wurde er zum Hauptmann und Kompaniechef ernannt. Während des Deutschen Krieges kämpfte er 1866 bei Skalitz, Schweinschädel und Königgrätz. Dafür erhielt er am 20. September 1866 den Roten Adlerorden 4. Klasse mit Schwertern. Anschließend wurde er am 30. Oktober 1866 in das neuerrichtete 85. Infanterieregiment versetzt.
Im Vorfeld des Deutsch-Französischen Krieges wurde er am 10. März 1870 zum Major befördert und als Adjutant in das Generalkommando des X. Armeekorps versetzt. Während des Feldzuges kämpfte er bei Vionville, Noisseville und Beaune-la-Rolande sowie bei der Belagerung von Metz. Ferner befand er sich bei den Gefechten bei La Maxe, Ladonchamps, Joigny und Cravant. Dafür erhielt er am 24. August 1870 das Eiserne Kreuz 2. Klasse. In dieser Zeit wurde er am 22. Oktober 1870 in das 57. Infanterieregiment versetzt und dort am 30. Oktober 1870 zum Kommandeur des Füsilierbataillons ernannt.
Nach dem Krieg wurde er am 18. Januar 1875 zum Oberstleutnant befördert. Am 13. April 1878 wurde er mit der Führung des Grenadierregiment Nr. 110 beauftragt und dazu a la suite des Regiments gestellt. Am 18. April 1878 wurde er dann zum Oberst befördert und am 20. April 1878 als Regimentskommandeur bestätigt. Zum 25. Jahrestag der Ernennung des Kaisers zum Chef des Regiments erhielt er am 3. August 1882 den Kronen-Orden 2. Klasse. Anschließend kam er am 12. Januar 1884 als Kommandeur in die 57. Infanteriebrigade und wurde zeitgleich zum Generalmajor befördert. Dort wurde er am 16. September 1885 mit dem Roten Adlerorden 2. Klasse mit Eichenlaub und Schwertern am Ring ausgezeichnet. Am 2. August 1888 erhielt er den Charakter als Generalleutnant und wurde auf eigenen Wunsch mit Pension zur Disposition gestellt.
Er starb am 14. April 1909 unverheiratet in Berlin und wurde am 17. April 1909 auf dem Invalidenfriedhof beigesetzt.